# 斯平德里弗特山口
60°41′S 45°37′W / 60.683°S 45.617°W
斯平德里弗特山口（英語：Spindrift Col），是南極洲的山口，位於南奧克尼群島的西格尼島中北部，處於斯平德里弗特岩東南面0.9公里，現時由南極條約體系管理。